# PACS
PACS (Picture Archiving and Communication System) je integrisani sistem koji se sastoji od uređaja za medicinsku dijagnostiku, servera, radnih stanica za pristup podacima, računarske mreže koja povezuje komponente sistema, baze podataka i interfejsa ka drugim sistemima. Baziran je na web tehnologiji i predstavlja računarsku, savremenu alternatvu za papirnu i filmovanu arhivu u teleradiologiji.
Baziranje PACS sistema na web tehnologiji omogućava pristup podacima sa različitih lokacija u okviru medicinske ustanove, kao i sa udaljenih lokacija van te ustanove. 
Sistem objedinjuje funkcije teleradioloških servisa i sitema za arhiviranje, pretraživanje i pregled medicinskih snimaka i podataka pacijenata. 

## Osnovni elementi sistema
Osnovni elementi sistema: akvizicija snimka, komunikaciona mreža, prikaz snimka, podaci pacijenta, arhiv snimka i web server.
1. Akvizicija snimaka (Image Acquisition) – akvizicija digitalnih snimaka zahteva postojanje medicinskih uređaja sa odgovarajućim interfejsom prema PACS sistemu. Ti medicinski uređaji su CT (Kompjeterizovana tomografija), MRI (Magnetna rezonatna tomografija) i dr. i oni moraju biti u skladu sa DICOM (Digital Imaging and COmmunication in Medicine) standardom. DICOM je međunarodni standard za definisanje i način prenosa medicinskih informacija i snimaka koji obezbeđuje međusobnu usaglašenost između različitih uređaja. Ako standard nije podržan na medicinskim uređajima, tada mora postojati uređaj za konverziju medicinskih slika. DICOM je standard razvijen od strane ACR-NEMA (American College of Radiology - National Electrical Manufacturers Association) sa ciljem da se unapredi distribucija i pregled slika u medicine, a između ostalog standard propisuje i formate kompresije medicinskih podataka. Nastao 1992. godine na godišnjem sastanku RSNA (Radiological Society of North America), a rad na usaglašavanju standarda završen je 1993.
2. Komunikaciona mreža – osnova PACS sistema služi za prenos snimaka i njima pridruženih podataka gde od strukture mreže zavisi brzina rada celokupnog sistema. Mrežna infrastruktura PACS sistema u najvećoj meri zavisi od tipa snimaka koji se u tom sistemu koriste. Mrežne funkcije PACS sistema zahtevaju i LAN i WAN okruženje.
3. Prikaz snimaka - radne stanice za pregled snimaka se obično nalaze u ordinaciji i moraju zahtevati određeni kvalitet, koji se ogleda u fizičkim karakteristikama monitora. Na ovim stanicama je potreban interaktivni korisnički interfejs sa mogućnošću podešavanja kontrasta snimnka, zuma, pomeranja snimka i prikazivanja podataka o pacijentu. Radne stanica u zavisnosti od kvaliteta deli se u dve grupe: stanice niske rezolucije (rezolucije 512 x 512 piksela); stanice visoke rezolucije (rezolucije oko 1000 x 1000 piksela). Pored određenog kvaliteta monitora, neophodno je obezbediti i optimalne uslove osvetljenja u prostoriji u kojoj se vrši pregled snimaka. Svetlo mora biti određenog intenziteta, bez stvaranja refleksije na monitoru.
4. Podaci pacijenata – bolnički informacioni sistem HIS (Hospital Information System) i radiološki informacioni sistem RIS (Radiology Information System) moraju imati interfejs ka PACS sistemu. Standard koji to omogućava je HL7. HL7 (Health Level Seven, 7th OSI layer protocol) je standard za elektronsku razmenu informacija među medicinskim aplikacijama na sedmom sloju OSI modela. To je protokol za razmenu podataka koji definiše sadržaj poruke koju aplikacija koristi u procesu razmene podataka sa drugom aplikacijom. HL7 specificira format podataka i njihov sadržaj, ali ne precizira kako će poruke biti prenete kroz mrežu. Za prenos poruka koristi se TCP/IP protocol.
5. Arhiva snimaka – sistem bi trebao da bude usredsređen sa podrškom za HL7 i DICOM standarde.
6. Web server – serveri aplikacija su u vezi sa PACS kontrolerom i serverom na kojem se nalaze podaci (arhivom). Kroz ove servere aplikacija podaci PACS sistema mogu biti filtrirani ka serverima različitih aplikacija, kao što su server za terapije zračenjem, Web pregled slika i server koji služi za edukaciju.

## Mrežе u PACS sistemu
Funkcija bilo koje računarske mreže jeste da korisnicima koji se nalaze na različitim geografskim lokacijama obezbedi pristup podacima. Važni mrežni podaci koji su potrebni za dizajn sisteme sadrže lokaciju i funkciju svake tačke na mreži, kao i frekvenciju protoka informacija između dve lokacije na mreži i cenu koštanja protoka podataka preko linija različitih brzina provođenja između lokacija na mreži. Razlike u dizajnu mreža se ogledaju u mrežnoj topologiji i kapacitetu linija kojim se uspostavlja komunikacija.
Jedan od načina mrežne arhitekture je LAN (Local Area Network) tip mreže. Na ovom nivou digitalna komunikacija u PACS sistemu može imati različite brzine protoka signala. Postoje Ethernet male brzine (10 Mbps), Ethernet srednje brzine (100 Mbps) ili brzi Ethernet (1 Gbps). Svaka mreža poseduje skup pravila kojima se pristupa određenoj mrežnoj lokaciji, ta pravila se nazivaju protokoli. Standardni protokoli koji se koriste u PACS sistemima su TCP/IP (Transmission Control Protocol/Internet Protocol) i DICOM Communication Protocol koji predstavlja viši nivo TCP/IP. Mreže sa najvećom brzinom protoka se koriste za mrežu PACS kontrolera i radnih stanica da bi se obezbedio pouzdan rad mreže i procesa. Mreže sa većom brzinom protoka se koriste za prenos podataka sa glavnih akvizicionih računara ka PACS kontroleru zbog toga što se često događa da sa različitih akvizicionih računara budu istovremeno poslati slikovni fajlovi velikog obima. Mreže manje brzine se koriste za povezivanje akvizicionih modaliteta (uređaja) za glavni akvizicioni računar zbog toga što se trajanje snimanja pacijenta vremenski razlikuje od modaliteta do modaliteta, pa s toga taj proces ne zahteva mrežu veće brzine.

## Literatura
- Andrea Goldsmith,’’Wireless Communications“, Cambridge Univerzity Press, 2005.
- Huang, H. K. (2004). PACS and Imaging Informatics: Basic Principles and Applications. New Jersey: John Wiley & Sons. ISBN 978-0-471-25123-1.
- S. Kumar, E. Krupinski, “Teleradiology”, Springer, 2008.
- S. Oosthoek, M.Reisslein, “Survey of Multicast Support for IP over ATM for Implementation Purposes”, 1997